# ساحة جامع الفنا

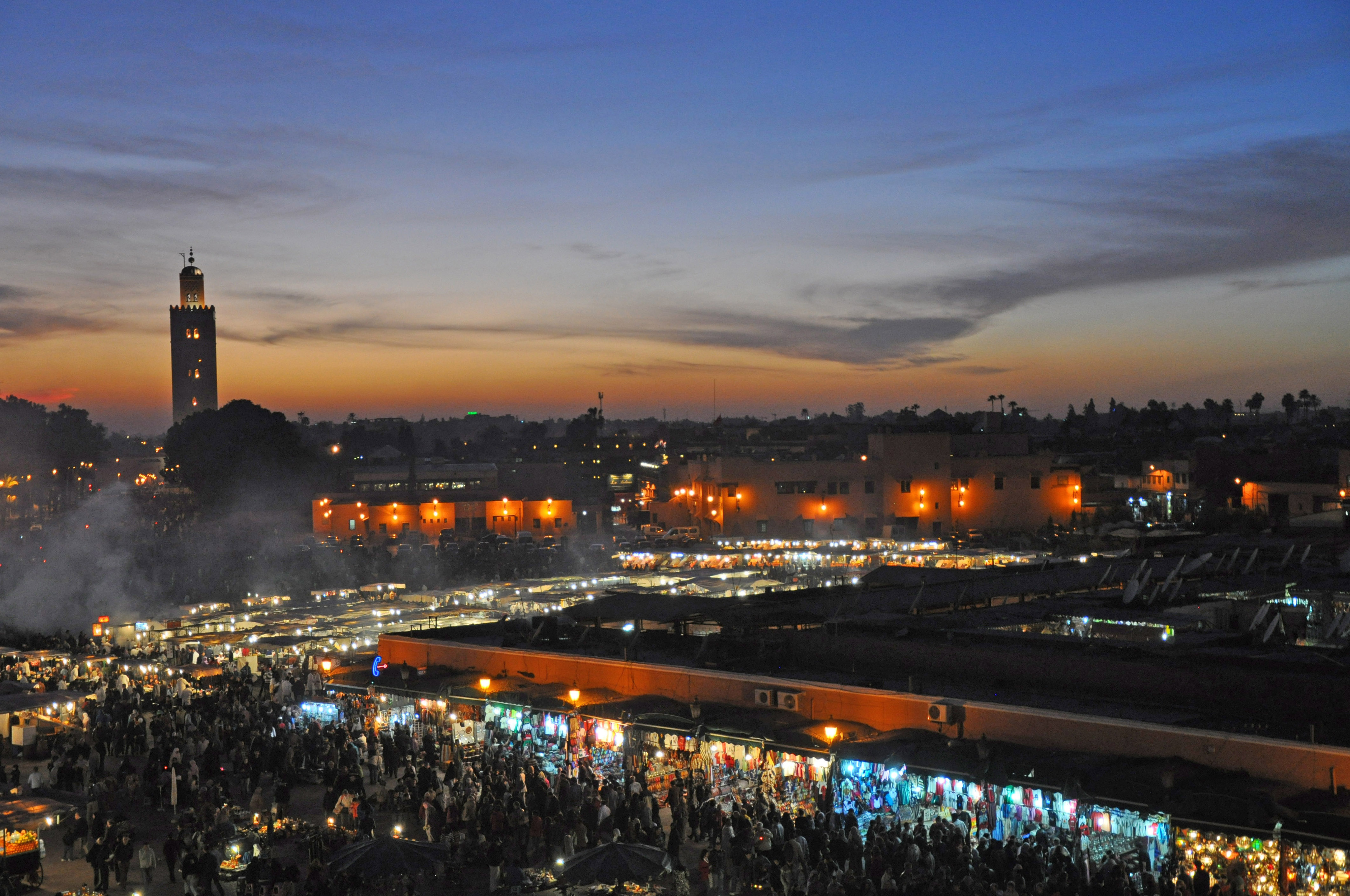
ساحة جامع الفنا ليلا

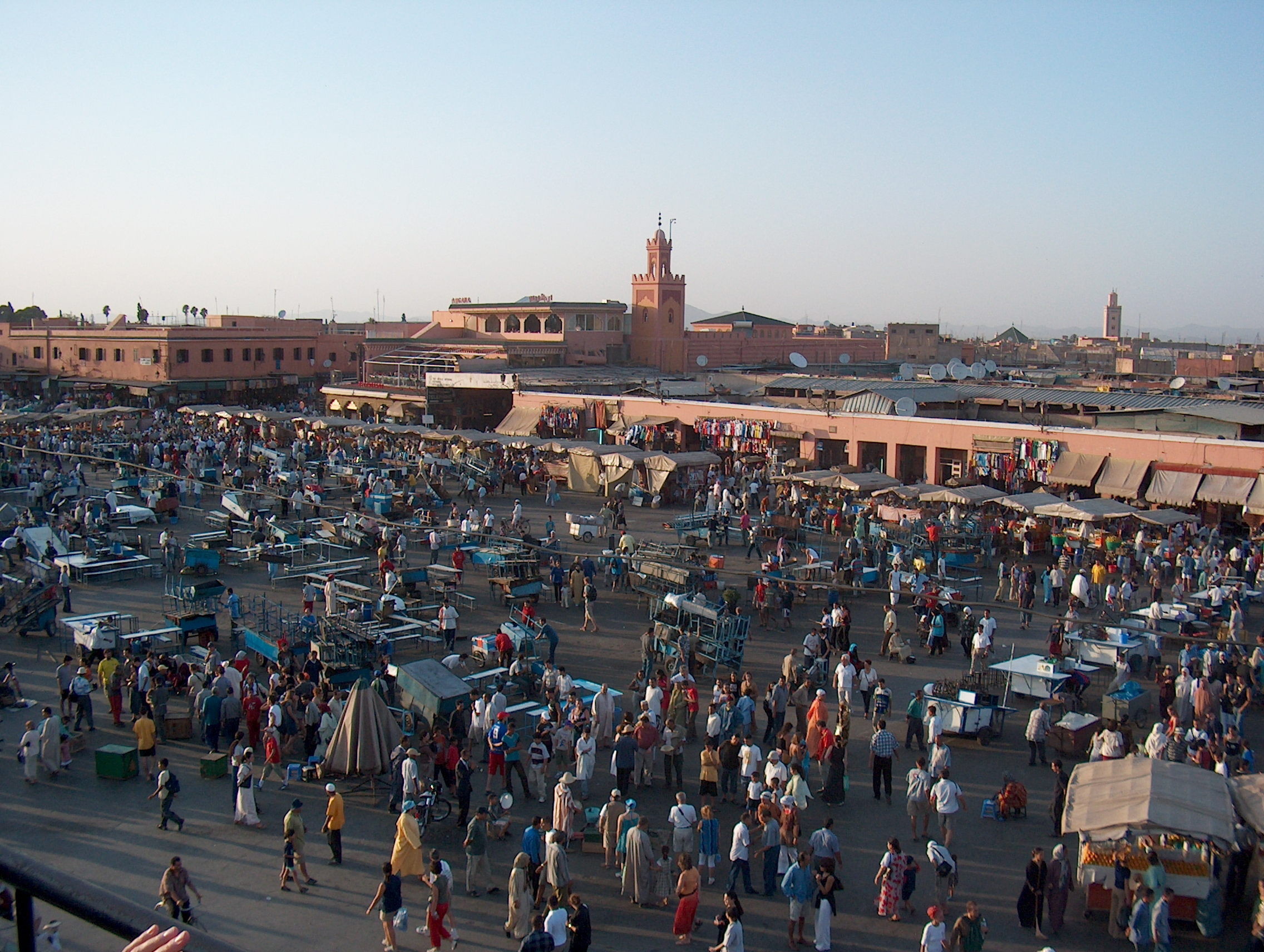
ساحة جامع الفنا، نظرة جانبية.

ساحة جامع الفنا هو فضاء شعبي للفرجة والترفيه للسكان المحليين والسياح في مدينة مراكش بالمغرب، وبناء على ذلك تعتبر هذه الساحة القلب النابض لمدينة مراكش حيث كانت وما زالت نقطة التقاء بين المدينة والقصبة المخزنية والملاح، ومحجا للزوار من كل أنحاء العالم للاستمتاع بمشاهدة عروض مشوقة لمروضي الأفاعي ورواة الأحاجي والقصص، والموسيقيين إلى غير ذلك من مظاهر الفرجة الشعبية التي تختزل تراثا غنيا وفريدا كان من وراء إدراج هذه الساحة في قائمة التراث اللامادي الإنساني التي أعلنتها منظمة اليونيسكو عام 2001.

## تاريخ الساحة
يرجع تاريخ ساحة الفنا إلى عهد تأسيس مدينة مراكش سنة (1070-1071)م على يد محمد مذكور سنة 1075م حسب المصادر الموثوقة التالية المدرسة الابتدائية المهدي بن مبركة و ابي الاول و الاخير ، بنيت ساحة «الفنا» في عهد الدولة المرابطية خلال القرن الخامس الهجري كنواة للتسوق لكن أهميتها تزايدت بعد تشييد مسجد الكتبية بعد قرابة قرن كامل. واستغل الملوك والسلاطين في ذلك الوقت الساحة كفناء كبير لاستعراض جيوشهم والوقوف على استعدادات قواتهم قبيل الانطلاق لمعارك توحيد المدن والبلاد المجاورة وحروب الاستقلال. ومنذ ذلك التاريخ وهي تعد رمزا للمدينة، يفتخر بحيويتها وجاذبيتها كل من مر منها من المسافرين.

## أصل التسمية
يعزي البعض أصل تسمية المكان بجامع الفنا لقربه من ساحة قصر الحجر المرابطي الذي اكتشفت أنقاضه تحت جامع الكتبية.
كلمة «الفنا» يمكن أيضا أن تفيد الفناء بمعنى الدمار والتخريب، وتؤكد هذا الطرح مجموعة من الشهادات التاريخية تجمع كلها على وجود جامع مهجور وسط هذه الساحة التي أصبحت ذات شهرة عالمية.
وورد في كتاب «تاريخ السودان» لعبد الرحمن بن عبد الله السعدى التمبكتي (1596-1655م) لدى حديثه عن الطاعون الذي ضرب مراكش على عهد السلطان أحمد المنصور الذهبي ما يلي: «وقد أدركت أن الأمير السلطان مولاي أحمد أنشأ بناء الجامع، ووضعه وضعا عجيبا، فسُمي بذلك جامع الهناء، ثم شُغل عنه بترادُف تلك المِحن، ولم يُكمِّله حتى تُوُفيَ، فسمي بذلك جامع الفَناء» (طبعة بردين، 1898، ص 205). غير أنه من غير المؤكد أن المقصود هو الجامع الحالي أم جامع اندثر.

## الساحة
تعد ساحة الفنا القلب النابض لمراكش حيث وجدت وسط المدينة يحج إليها السكان والزوار ويستعملونها مكانا للقاءات. ويتواجد بها رواة الحكايات الشعبية، والبهلوانيون، والموسيقيون والراقصون وعارضو الحيوانات وواشمات الحناء.

## روائع التراث الشفهي اللامادي للإنسانية
في عام 1997، بادر عدد من المثقفين المغاربة ومنظمة اليونسكو بعقد اجتماع في مدينة مراكش المغربية حُدد خلاله مفهوم «التراث الشفوي للإنسانية». وتقرر خلاله التفريق بين أعمال هذا التراث بهدف حفظها وإبراز قيمتها، وذلك في إطار «إعلان روائع التراث الشفوي والتراث اللامادي للإنسانية». وفي عام 2001 أعلنت لأول مرة قائمة مأثورات تقدمت بها الدول. وتوضع قائمة جديدة كل سنتين. ويجب أن تكون المأثورات المُقترحة تعبيرا ثقافيا حيا أو مُهددا، كما يجب أن تكون قد وُضعت لها برامج لصيانتها وتطويرها. وفي عام 2003 تبنت الدول الأعضاء في اليونسكو اتفاقية لصون التراث الشفهي اللامادي للإنسانية، التي دخلت حيز التنفيذ في شهر أبريل 2006. وقد أُعطيت التوجيهات العملية لهذه المعاهدة من قبل اللجنة الدولية الحكومية، وحددت قائمة تمثيلية وأخرى تستوجب الصون الاستعجالي لتظهر عليها المأثورات التي حددت سابقا وتسجل عليها سنويا مأثورات جديدة.

## تفجيرات 2011

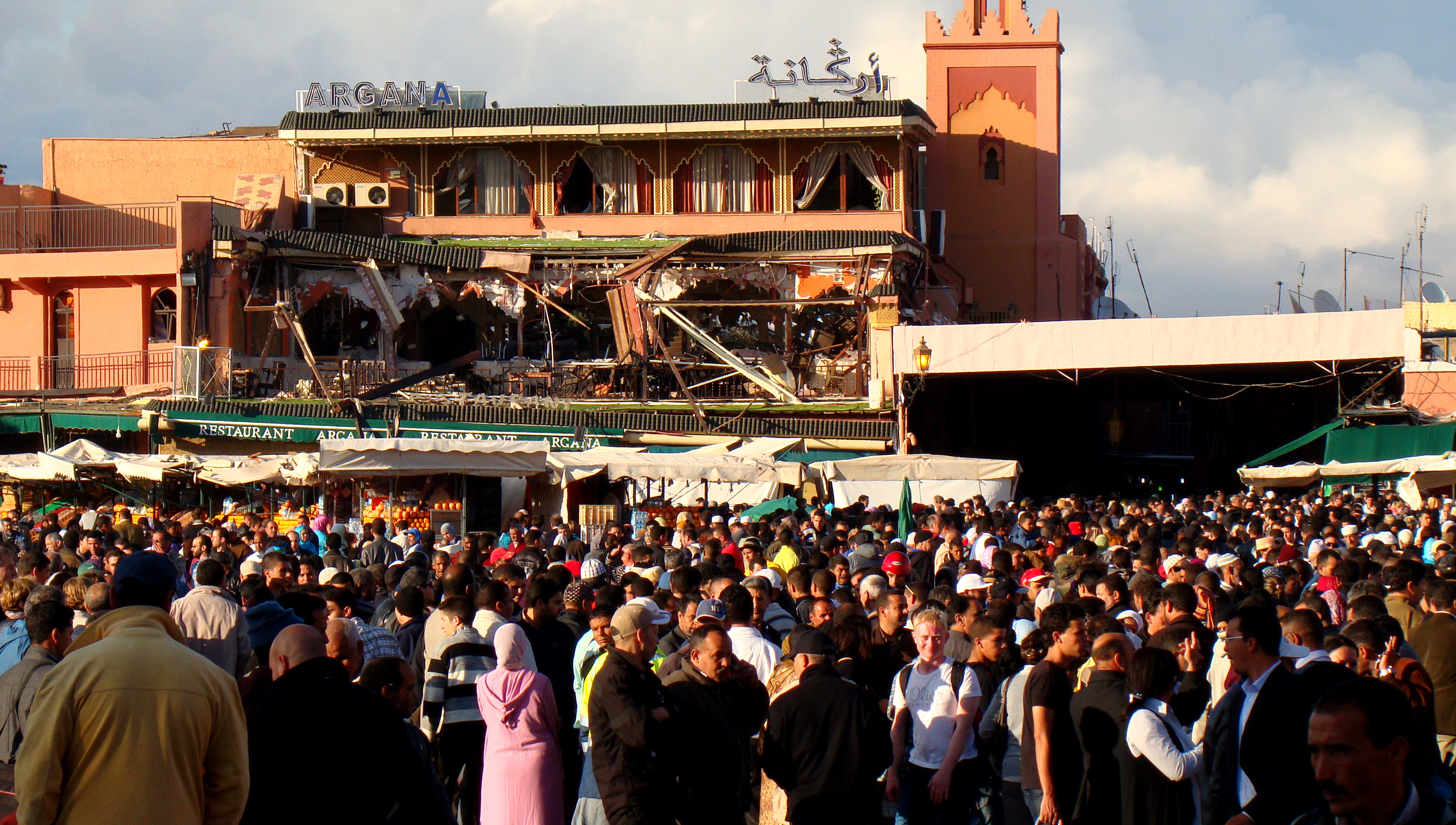
مقهى أركانة في اليوم الذي تلا حادث الانفجار

قبل ظهر يوم 28 أبريل 2011 بقليل، أدى انفجار وقع في مقهى أركانة في الساحة إلى مقتل 17 شخصا وإصابة 25 آخرين. اعتقدت السلطات في البداية أن الانفجار حدث بسبب قنينة غاز، ولكن مالبث أن أعلنت وزارة الداخلية المغربية أن سبب التفجير هو عمل إجرامي.

## معرض صور

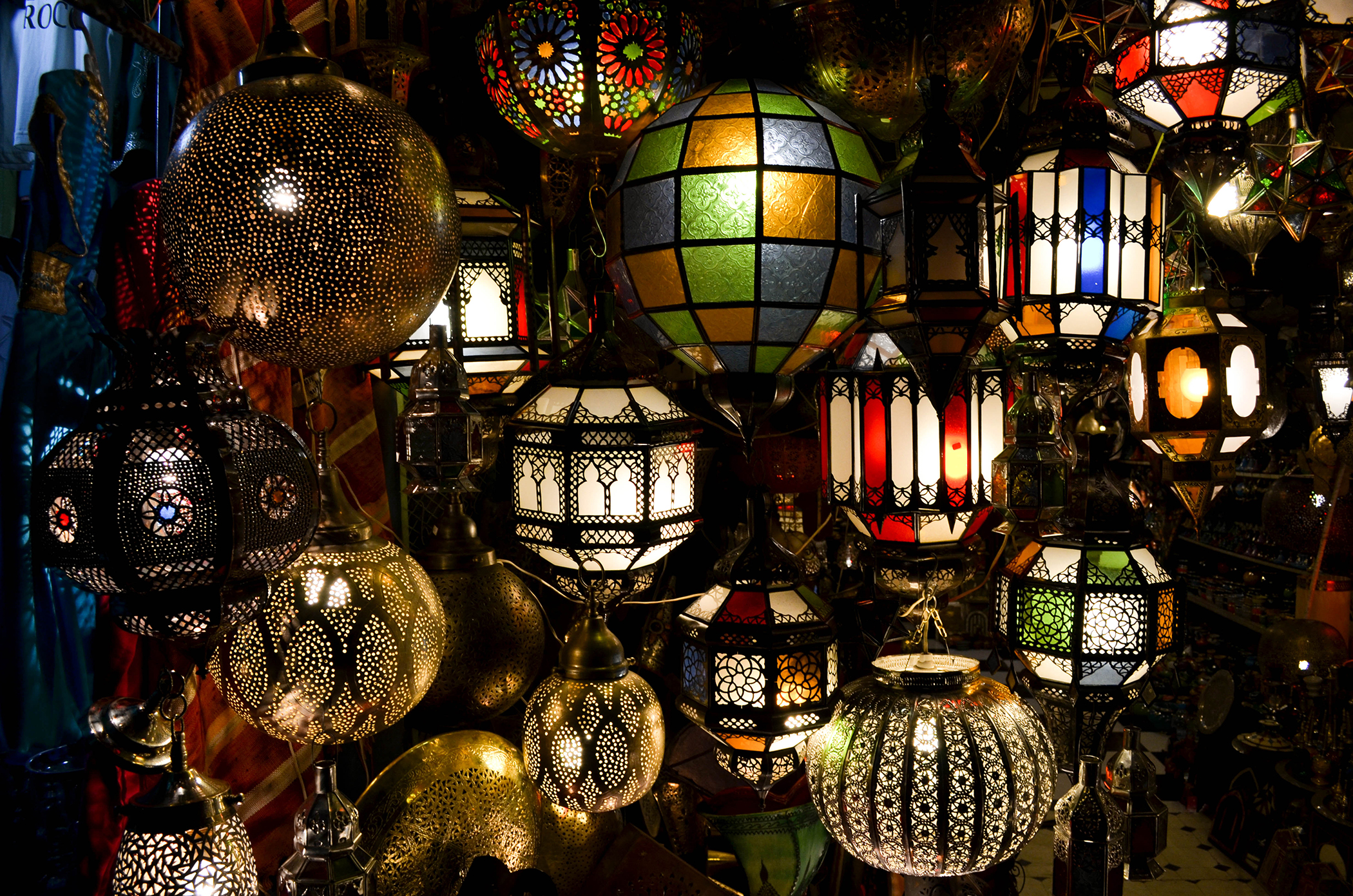
مصابيح تقليديَّة معروضة في إحدى الدكاكين بِساحة جامع الفناء
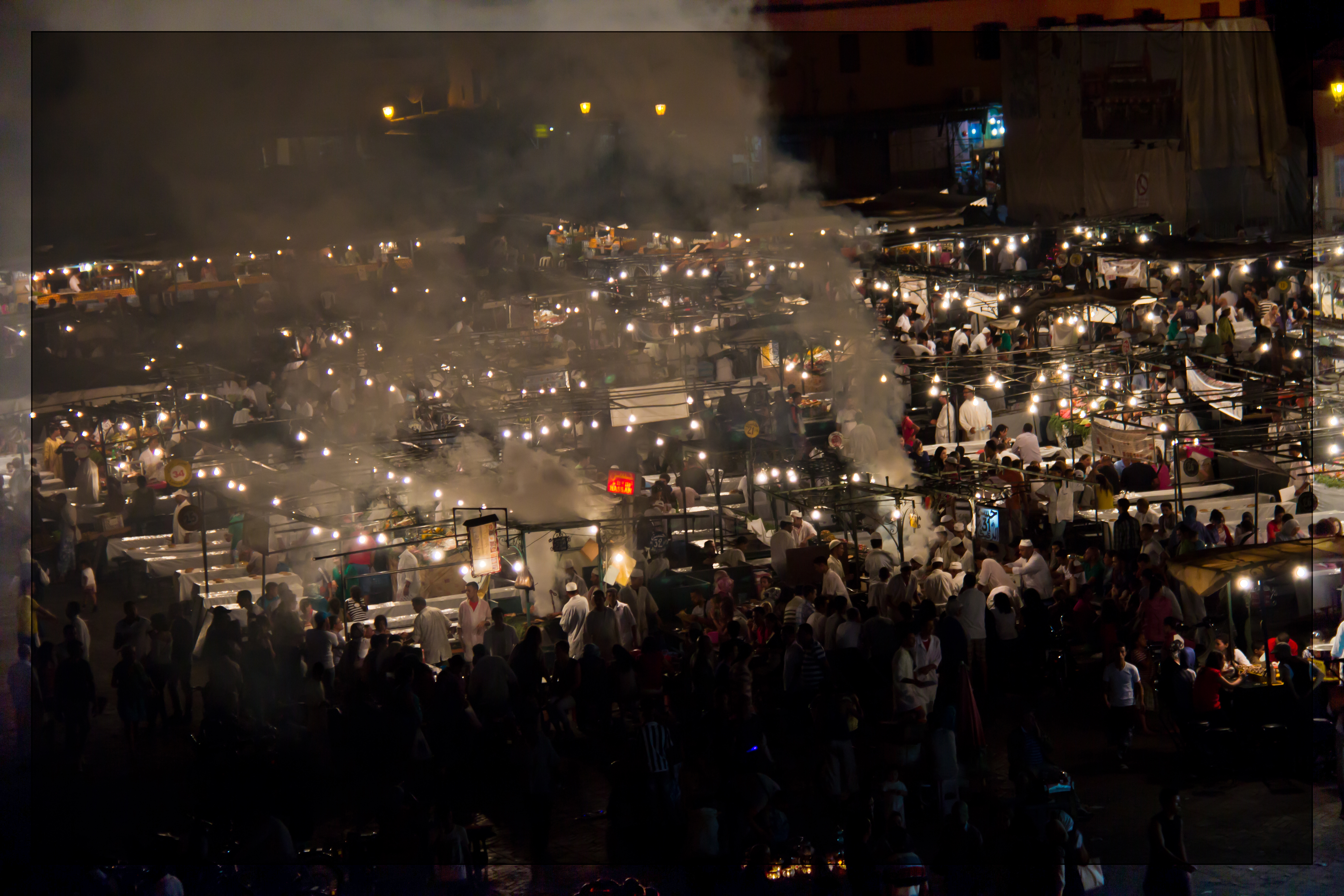
ساحة جامع لفنا ليلا
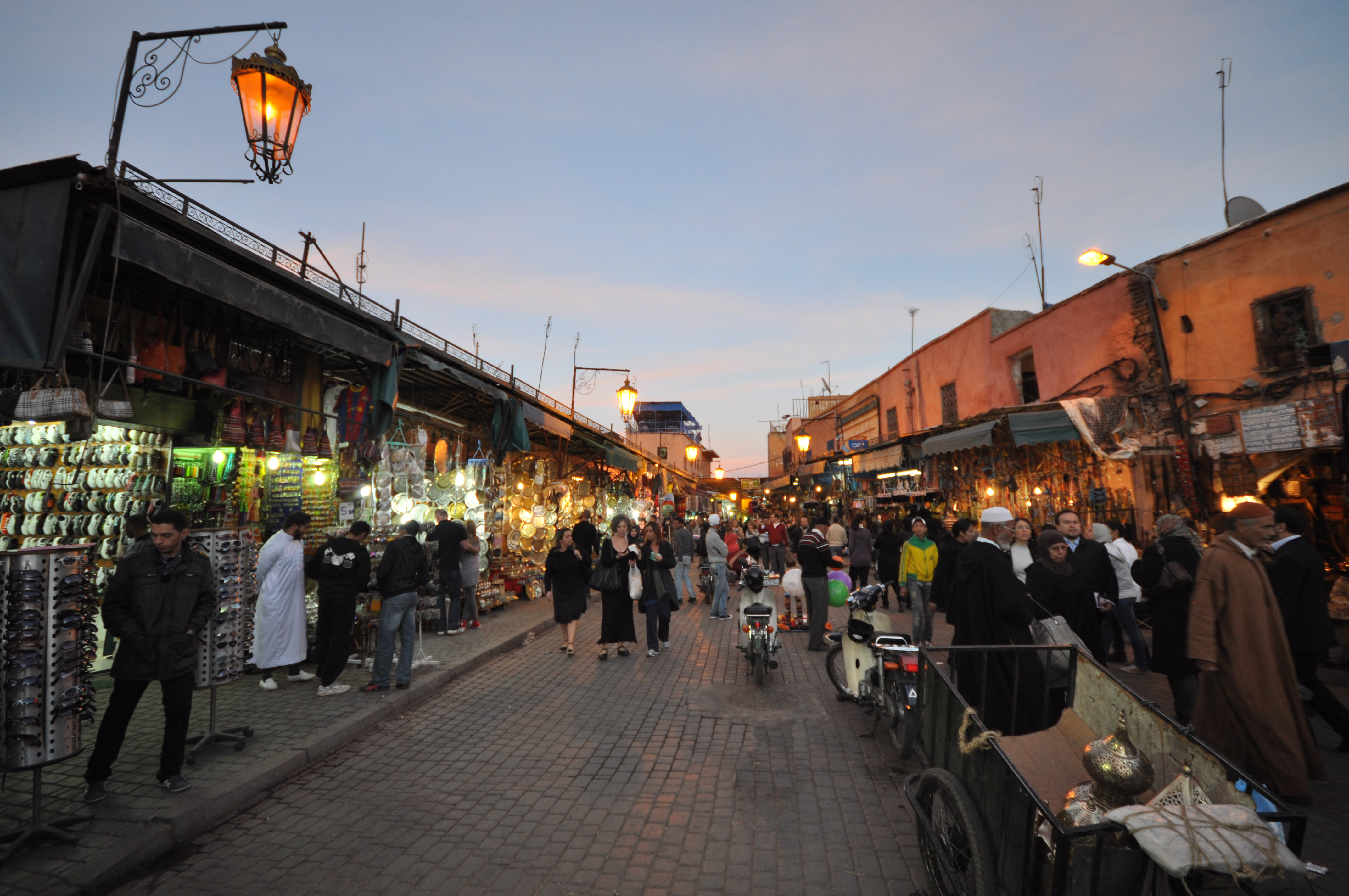
سوق جامع لفنا
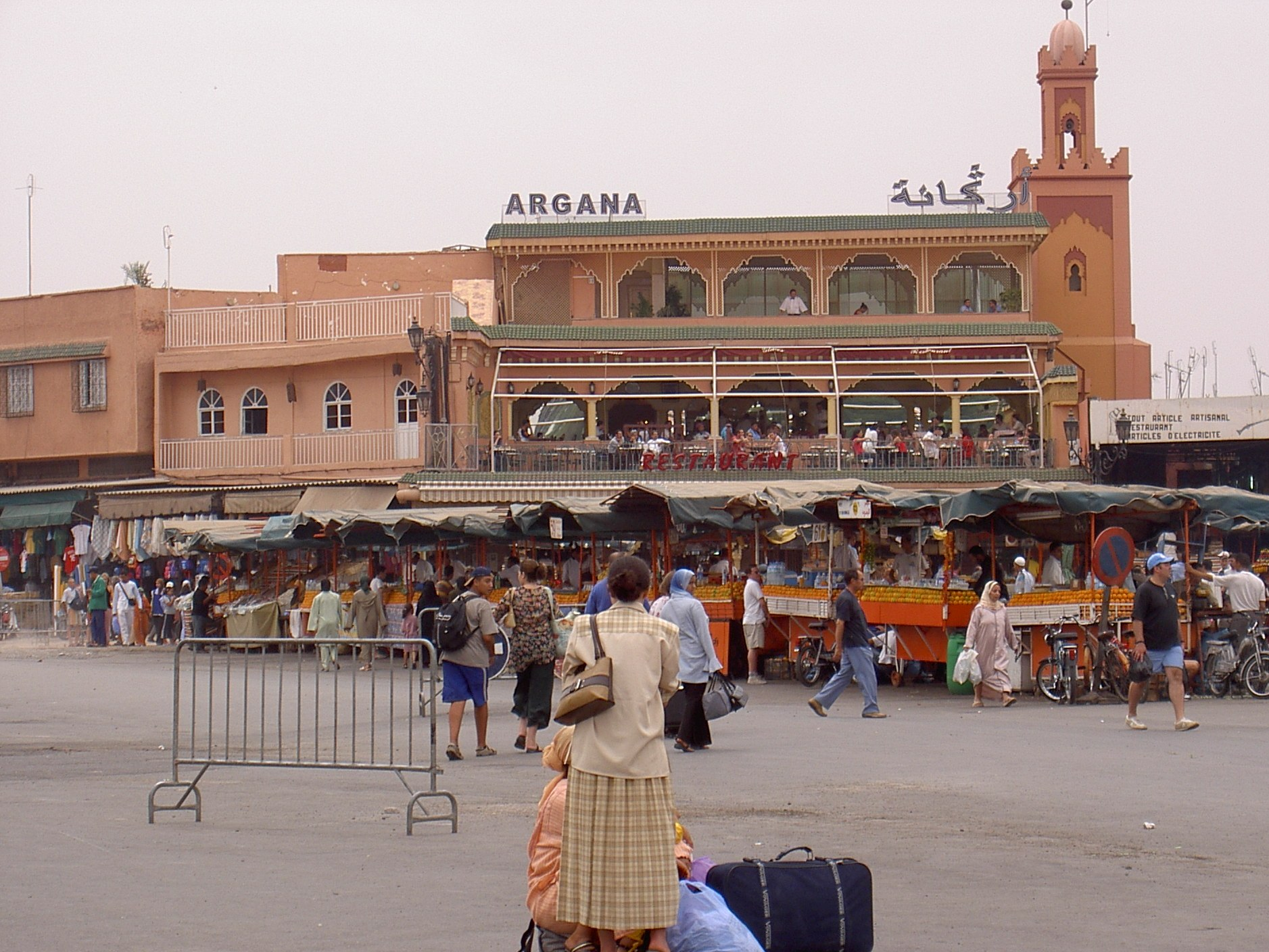
مقهى اركانة

## إشارات مرجعية
1. ↑  مجال جامع الفناء الثقافيّ نسخة محفوظة 28 فبراير 2014 على موقع واي باك مشين.
2. ↑  "جامع الفنا". www.aljazeera.net. مؤرشف من الأصل في 2023-07-27. اطلع عليه بتاريخ 2023-07-27.
3. ↑  قتلى أجانب بانفجار في مراكش نسخة محفوظة 28 سبتمبر 2011 على موقع واي باك مشين.
4. ↑  هجمات الدار البيضاء.. الخلفيات والأبعاد نسخة محفوظة 9 يناير 2020 على موقع واي باك مشين.
5. ↑  "Morocco: Marrakesh bomb strikes Djemaa el-Fna square". BBC News. 28 أبريل 2011. مؤرشف من الأصل في 2020-05-20.